# Lenviks kommun
Lenviks kommun (norska: Lenvik kommune, nordsamiska: Leaŋgáviika suohkan) var en kommun i Troms fylke i norra Norge. Kommunens centralort var staden Finnsnes. Den uppgick i Senja kommun när denna bildades den 1 januari 2020.
Lenviks kommun gränsade i nord mot Norska havet och fjorden Malangen – på den andra sidan av Malangen låg kommunerna Tromsø och Balsfjord i norr och nordöst. I sydöst gränsade Lenviks kommun mot Målselvs kommun, i söder mot Sørreisa kommun, och i väster mot Tranøy och Bergs kommuner. Cirka 60% av kommunens areal låg på ön Senja medan resten låg på fastlandet.

## Administrativ historik
Lenviks kommun bildades på 1830-talet, samtidigt med flertalet andra norska kommuner.
1848 delades kommunen första gången och Målselvs kommun bildades. 1855 en andra gång, varvid Hillesøy kommun bildades. 1871 överfördes ett område med 70 invånare till Malangens kommun.
1964 delades Hillesøy kommun, varvid det som låg på ön Senja tillföll Lenviks kommun. Samtidigt överfördes mindre delar av Sørreisa och Tranøy kommuner till Lenviks kommun. 1972 överfördes ett område med 63 invånare från Målselvs kommun.
Den 1 januari 2020 bildades Senja kommun genom sammanslagning av kommunerna Lenvik, Torsken, Berg och Tranøy.

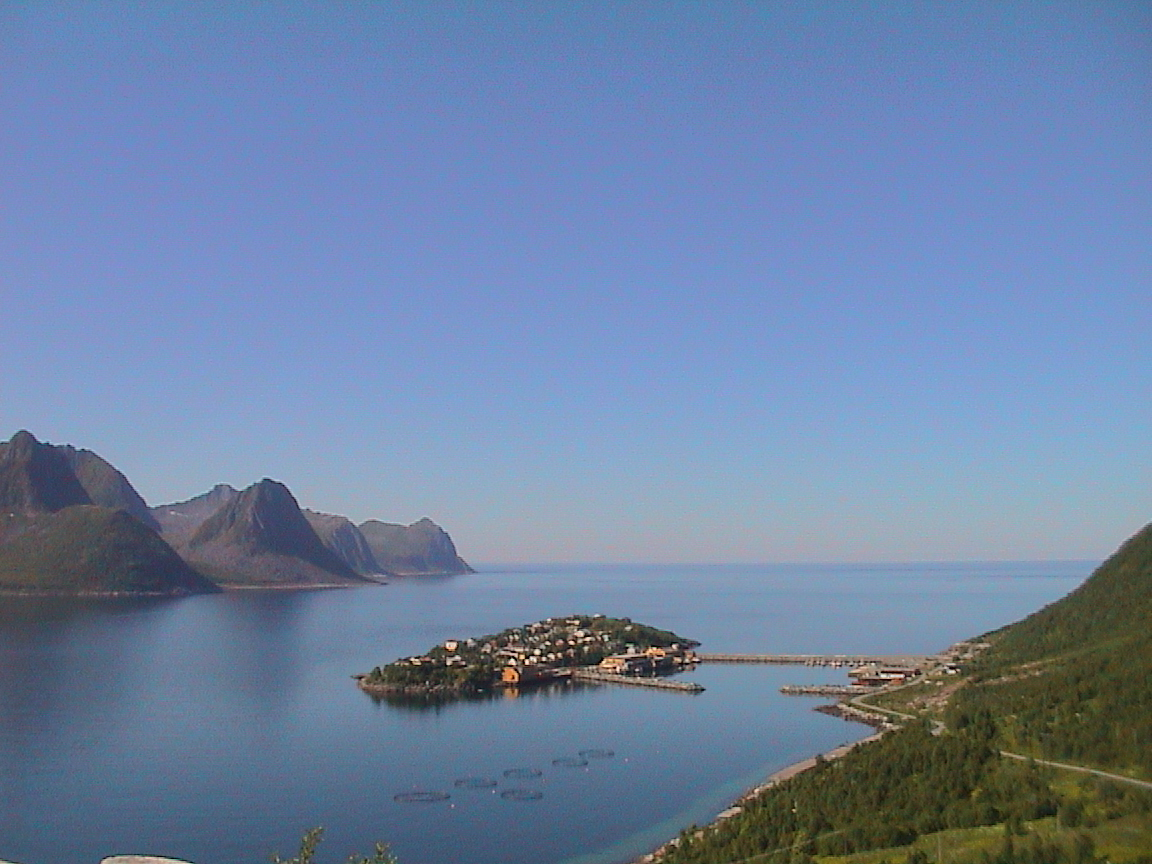
Tätorten Husøy på ön Senja.